# Gabriel (cantante)
Gabriel Enrique Ramírez Pagán, conocido como Gabriel (San Luis, Misuri, 5 de enero de 1990), es un cantautor y productor de música estadounidense .

## Biografía
Nació en la ciudad de San Luis, en el estado de Misuri, Estados Unidos. Hijo de Enrique Ramírez y Tammy Pagan, vivió la mayor parte de su infancia en Santo Domingo, en la República Dominicana, desde muy joven tomó interés por la música. Durante su adolescencia se enfocó en estudiar profesionalmente. Se graduó en el Berklee College of Music de Boston, Massachusetts, donde estudió composición musical contemporánea y producción. 
En 2013 lanza sus sencillos debut Estar y Todo sigue igual. Más tarde, en 2014, lanza el sencillo Ta'Pacheco a dúo con el artista Mozart La Para. En el 2015, Ramírez grabó Como te sueño yo con Ilegales. La canción alcanzó el Top 10 en los charts de Billboard, además de ocupar durante 7 semanas consecutivas la posición número 1 en la lista general de Monitor Latino. Durante este mismo año, compuso el tema Pom Pom, canción que se ubicó en el puesto número 1 de Monitor Latino durante 12 semanas.
Ha realizado diversos conciertos como el evento Latin Grammy Street Parties en octubre de 2015 en Los Ángeles, California, y en el Festival de Calle Ocho en la ciudad de Miami.
En el 2017 lanza su álbum Contra Corriente, que recibe el premio al mejor álbum del año de parte de la Asociación de Cronistas de Arte de la República Dominicana. De este álbum se desprende el sencillo Pa' Nosotros Dos, el cual alcanza la posición número 1 en los charts de Monitor Latino.
En el 2019 lanza el álbum Morisoñando Vol. 1, que reúne a varios intérpretes de merengue presentando versiones de temas clásicos. Aparece en la película La Musiquita Por Dentro, en la que aparece como actor y como colaborador en la banda sonora.

## Discografía
- Peripecia (2012)
- Contracorriente (2017)
- Morisoñando Vol. 1 (2019)
- Made in RD  (2020)

## Sencillos
- Ta'Pacheco feat Mozart La Para[3]
- Como Te Sueño Yo feat. Ilegales (2015)[4]
- Pom Pom  (2015)
- Tu y Yo (2016)
- A Tan Solo Una Hora(2016)
- Playa y Arena Mark B feat. Gabriel Pagan y Ozuna (2016)
- Playa y Arena (remix) Mark B feat. Gabriel Pagan y Ozuna (2016)
- Flaca (remix) feat. Johnny Ventura (2017)
- Pa' Nosotros Dos (2017)
- Solo Te Veo (remix feat. Lápiz Conciente (2018)
- Colegiala (remix feat. Alex Bueno (2018)
- Como no Amarte (remix feat. Olga Tañon (2019)
- Dime Que Hacer  (2020)
- Quiereme  (2020)
- Veneno feat. Gabriel Pagan (2020)
- Dulce pa' Mi  Marissa Mur feat. Gabriel Pagan(2021)
- Rio  La Luca feat. Gabriel Pagan (2021)
- Prometo  (2022)
- No Pasa de Moda (2023)
- Piloto (2023)

## Premios y nominaciones
| Año  | Trabajo nominado                            | Premio                | Categoría              | Resultado |
| ---- | ------------------------------------------- | --------------------- | ---------------------- | --------- |
| 2016 | Él mismo                                    | Premios Soberano 2016 | Revelación del año     | Nominado  |
| 2016 | Pom Pom (videoclip)                         | Premios Soberano 2016 | Videoclip del año      | Nominado  |
| 2016 | Como Te Sueño Yo feat. Ilegales             | Premios Soberano 2016 | Colaboración del Año   | Nominado  |
| 2017 | Contra Corriente                            | Latin Grammy 2016     | Álbum Tropical del Año | Nominado  |
| 2017 | Pa' Nosotros Dos                            | Premios Soberano 2017 | Merengue del año       | Ganador   |
| 2017 | Pa' Nosotros Dos                            | Premios Soberano 2017 | Videoclip del año      | Ganador   |
| 2017 | Playa y Arena, Mark B feat. Gabriel y Ozuna | Premios Soberano 2017 | Colaboración del año   | Ganador   |
| 2017 | Él mismo                                    | Premios Heat 2017     | Artista revelación     | Nominado  |
| 2019 | Él mismo                                    | Premios Heat 2019     | Mejor artista tropical | Nominado  |
| 2019 | Él mismo                                    | Premios Heat 2019     | Mejor artista norte    | Nominado  |
| 2019 | A tan solo una hora                         | Premios Heat 2019     | Mejor video            | Nominado  |
| 2019 | Mori Soñando                                | Premios Soberano 2021 | Espectáculo del año    | Ganador   |